# 야시로촌 (사이타마현)
야시로촌(八代村)은 사이타마현 기타카쓰시카군에 설치되었던 촌이다. 현재의 삿테시 남부에 해당한다.